# Борго Сан Сиро
Борго Сан Сиро (итал. Borgo San Siro) је насеље у Италији у округу Павија, региону Ломбардија.
Према процени из 2011. у насељу је живело 714 становника. Насеље се налази на надморској висини од 99 м.

## Становништво
| 1931. | 1936. | 1951. | 1961. | 1971. | 1981. | 1991. | 2001. | 2011. |
| ----- | ----- | ----- | ----- | ----- | ----- | ----- | ----- | ----- |
| 1.562 | 1.645 | 1.652 | 1.257 | 1.023 | 916   | 880   | 1.023 | 1.035 |